# Garra barreimiae
Garra barreimiae är en fiskart som beskrevs av Fowler och Steinitz, 1956. Garra barreimiae ingår i släktet Garra och familjen karpfiskar.
Fisken blir upp till 7,2 cm lång. I ryggfenan finns 6 till 8 taggstrålar.
Arten lever i små och stora vattendrag i Förenade arabemiraten och Oman. Grunden utgörs vanligen av sand eller slam. Antagligen kan individerna överleva i underjordiska vattenfyllda hålor när floden torkar ut. Exemplaren kan även krypa korta distanser över marken för att nå vattenpölar. Vid behov kan Garra barreimiae uthärda vattentemperaturer av 40 °C. Födan utgörs främst av alger och detritus som kompletteras med kräftdjur. Honor lägger sina ägg vid regnfall.
Av arten finns en form som lever hela livet i grottor. Den tappade synförmågan och den blir könsmogen efter 11 år.
Regionalt hotas beståndet av vattenföroreningar eller torka när vattnet används inom jordbruket. Hela populationen anses vara stabil. IUCN kategoriserar arten globalt som livskraftig (LC).

## Underarter
Arten delas in i följande underarter:
- G. b. barreimiae
- G. b. shawkahensis